# Antonia Prado
Antonia de Prado (¿?, 1765 — Madrid, 1830) fue una actriz española de los siglos XVIII y XIX. Ha pasado a la historia por su matrimonio con Isidoro Máiquez.

## Biografía
No ha quedado noticia de su origen, apareciendo por primera vez entre los cómicos de una compañía que representaba en Cádiz poco antes de 1784, fecha en la que 'La Prado' se instaló en Madrid. En la capital de España figura como sobresaliente en la compañía de Martínez, instalada en el Teatro del Príncipe, donde interpretó en su debut el primer papel en El monstruo de la fortuna. Se la describe alabando en especial "su acción de manos; su gracia para bailar, y, sobre todo, su elegancia y buen gusto para vestir, tanto, que ocasionó no pocos ahogos a su padre"; también bailaba y cantaba "con buena aunque escasa voz". Tras perderse su rastro, aparece de nuevo en Cádiz y luego en Barcelona, donde en 1788 actúa como graciosa. En 1809 entra en la compañía formada por el gran divo de la escena española Isidoro Máiquez, con el que llegaría a casarse en un matrimonio que según los cronistas no fue feliz. Al parecer se retiró de la escena en 1810, y murió en la más absoluta pobreza veinte años después.
Antonio Alcalá Galiano, en Recuerdos de un anciano, escribe que al parecer Máiquez intentó mejorar su estilo y declamación, pero "sin poder curarla de su achaque de afectación como de mujer presumida".
También la menciona Benito Pérez Galdós en el segundo libro de los Episodios Nacionales, La Corte de Carlos IV, como una de las divas menores en las tablas madrileñas del periodo ilustrado: 

"...Cuando mi ama estaba en la plenitud de sus triunfos, no tenía rivales temibles con quienes luchar. María del Rosario Fernández, conocida por 'la Tirana', había muerto el año 1803. Rita Luna, no menos famosa que aquélla, se había retirado de la escena en 1806; María Fernández, denominada 'la Caramba', también había desaparecido. La Prado, Josefa Virg, María Ribera, María García y otras de aquel tiempo, no poseían extraordinarias cualidades: de modo que si mi ama no sobresalía de un modo notorio sobre las demás, tampoco su estrella se oscurecía ante el brillo de ningún astro enemigo. El único que entonces atraía la atención general y los aplausos de Madrid entero era Máiquez, y ninguna actriz podía considerarle como rival, no existiendo generalmente el antagonismo y la emulación sino entre los dioses de un mismo sexo".